# Johan Jensen
Johan Ludwig William Valdemar Jensen, més conegut com a Johan Jensen, (8 de maig de 1859 – 5 de març de 1925) va ser un matemàtic i enginyer danès. Va presidir la Societat Matemàtica Danesa des de 1892 a 1903.

## Vida i obra
Jensen va néixer a Nakskov (al actual municipi de Lolland), Dinamarca, però va passar gran part de la seva infància en el nord de Suècia, ja que el seu pare va obtenir un treball allí com a gerent d'una finca. La seva família va tornar a Dinamarca abans de 1876 i Jensen va estudiar l'Escola de Tecnologia de Copenhaguen. Encara que a la universitat va estudiar matemàtiques, entre altres matèries, i fins i tot va publicar un treball de recerca en matemàtiques, el seu coneixement de la matemàtica avançada era autodidacta, i mai va tenir una posició acadèmica. En canvi, va ser un respectat enginyer de la Companyia Telefònica de Copenhaguen entre 1881 i 1924; essent el cap de la seva oficina tècnica de recerca des del 1890. Tots els seus treballs matemàtics els va dur a terme en el seu temps lliure.
La seva contribució matemàtica més coneguda és la seva famosa desigualtat, encara que també va demostrar la fórmula de Jensen en anàlisi complexa el 1915. També va fer estudis importants sobre les funcions gamma que van influir en l'obra del matemàtic Niels Nielsen.